# Producers Guild of America Awards
Les Producers Guild of America Awards (PGA Awards) sont des récompenses de cinéma américaines décernées aux producteurs (cinéma et télévision) membres de la Producers Guild of America.
Les cérémonies sont organisées tous les ans depuis 1990, à Los Angeles en Californie.

## Catégories de récompense
Cinéma
- Meilleur producteur de film
- Meilleur producteur de film d'animation
- Meilleur producteur de film documentaire

Télévision
- Meilleur producteur pour une série télévisée dramatique
- Meilleur producteur pour une série télévisée comique
- Meilleur producteur pour une mini-série ou un téléfilm
- Meilleur producteur pour un programme de non-fiction
- Meilleur producteur pour un programme en direct ou talk-show
- Meilleur producteur pour un programme de télé-réalité

Prix spéciaux
- The Stanley Kramer Award
- Milestone Award
- Visionary Award
- David O. Selznick Achievement Award (cinéma)
- Norman Lear Achievement Award (télévision)